# Rico en dinero, pobre en tiempo

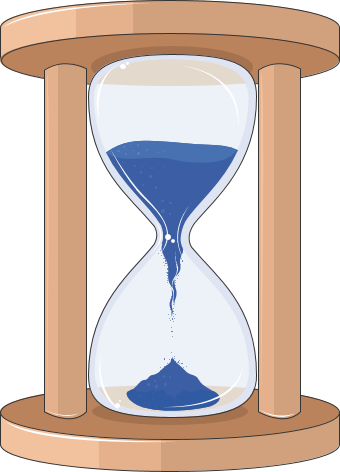
Reloj de arena, símbolo a lo largo de los siglos del paso del tiempo.

Rico en dinero, pobre en tiempo es un término usado para describir a individuos que, a pesar de tener independencia financiera, sufren por disponer de muy poco tiempo libre. La frase original en inglés (money-rich, time-poor) fue acuñada a fines del siglo XX en Gran Bretaña y sigue usándose hoy.
Esto tiene mucho que ver con las circunstancias socioeconómicas de las clases ricas y pobres por igual. Sin embargo, al observar las diferencias entre la clase rica y la clase pobre, la percepción del tiempo puede diferir mucho. El economista Maynard Keynes escribió en su ensayo de 1930 Posibilidades económicas de nuestros nietos que, cuando sus nietos crecieran, trabajarían solo 15 horas a la semana y tendrían tiempo para las mejores cosas de la vida. Esta predicción no se hizo realidad y las semanas laborales de 40 o más horas siguen siendo habituales en casi todos los países.
En el mundo actual, tener poco tiempo puede inducir mucho estrés y ansiedad, pero con avances tecnológicos como la inteligencia artificial o la robótica se ha suscitado la esperanza de más tiempo libre para muchas personas.

## La moneda de la vida
Algunas personas piensan que el tiempo es lo más valioso que pueden poseer. Esto es discutible. Otras personas valoran más la salud, el dinero o la familia. En todo caso, la alta cantidad de riqueza dineraria en el mundo no ha convertido a sus poseedores en temporalmente opulentos.
Una de las mayores desventajas de reconocer la pobreza de tiempo (también llamada falta de tiempo) es la incapacidad de distinguir entre identificarla (la hay, no la hay) y medirla (hay mucha, hay poca). Un artículo de 2012 destaca la investigación que se llevó a cabo para medir el uso del tiempo entre varios tipos de personas en el Reino Unido. Los datos sugieren que el tiempo para actividades personales variaba mucho entre hombres y mujeres, casados y solteros, y empleados o no. Desde la década de 1970 se habla de la pobreza de tiempo de una persona cuando trabaja más de 12 horas diarias.
Hoy en día podemos ver, especialmente en la cultura occidental, que ciertos tipos de personas todavía luchan enconadamente contra la falta de tiempo. Según las estadísticas del Reino Unido de 2018, los padres que viven con niños pequeños tenían hasta 14 horas menos de tiempo libre a la semana. Esto también se ve amplificado por el hecho de que este es un problema grave, especialmente para las mujeres, ya que generalmente se espera que ellas cuiden a los niños y mantengan el hogar mientras los hombres trabajan.

## Efectos de la vida con falta de tiempo
Una vida apresurada es muy dañina para la salud. Y precisamente uno de los mayores generadores de estrés de la sociedad actual es la sensación de falta de tiempo. El estrés favorece el desarrollo del dolor crónico y de enfermedades cardiovasculares, digestivas o del sistema inmune (infecciones, cáncer…), y es una de las principales causas de baja laboral. La falta de tiempo también puede hacer que algunas personas decidan no tener hijos, o los posterguen. Aunque no es un mal de ahoraː ya en el siglo III antes de Cristo se quejaba el comediógrafo Plautoː «¡Qué los dioses maldigan al primer hombre que descubrió cómo señalar las horas!»
Se ha descrito incluso el síndrome de la vida ocupada (busy life syndrome o busy lifestyle syndrome), que produce pérdida de memoria y déficit cognitivo.

## Mecanismos que generan la sensación
Esta percepción de que nos falta tiempo no se corresponde con la realidad. El tiempo no falta, sino que discurre siempre a la misma velocidad. Cuando queremos meter 6 litros de agua en un recipiente de solo 5 litros no decimos que nos falta recipiente, sino que, o utilizamos un recipiente mayor, o nos conformamos y empleamos el de 5. Igual ocurre con el tiempoː si queremos realizar en una hora 3 tareas que llevan media hora cada una, no lo conseguiremos. Algunos pensaremos que «nos faltó tiempo». Otros, que deberíamos haber intentado realizar solo 2 de esas tareas.
Pensemos en una planta en una maceta. Todas las plantas necesitan una determinada cantidad de agua. Si la regamos menos de lo que requiere, a la planta le faltará agua, y crecerá peor, o acabará secándose. Para solucionar la falta de agua, podemos añadírsela a la planta. Pero si son las 14:00 de la tarde, acabamos de empezar una tarea que tiene que estar acabada a las 15:00 y que lleva 2 horas, no es que nos "falte tiempo" (no podemos añadirlo de ninguna forma); es que hemos empezado la tarea demasiado tarde.
La denominada "falta de tiempo" es, en muchos casos, realmente un problema de gestión del tiempo. Subestimamos sistemáticamente el tiempo que nos va a llevar una tarea, o sufrimos interrupciones o distracciones (ladrones de tiempo), y al final no nos da tiempo a acabar todo lo que teníamos pensado para ese intervalo. También nos cuesta planificar (disponer tareas en la agenda para realizarlas una hoy, otra mañana, otra la semana que viene) y priorizar (esto es más importante y hay que hacerlo enseguida; esto otro puede esperar), porque nadie nos ha enseñado, es fatigoso y, además, se requiere tiempo para ello y vamos muy pillados. Por añadidura, nos cuesta renunciar a algo que queremos, aunque sepamos que no nos convieneː si son las 23ː00, necesitamos 8 horas de sueño y tenemos que levantarnos a las 7ː00 del día siguiente, lo razonable es que nos vayamos a la cama, renunciando a ver un capítulo de nuestra serie favorita. Pero algunas personas elegirán no soportar la frustración que eso les produciría, y se quedarán a verlo, con lo que al día siguiente estarán somnolientas y se arriesgarán, por ejemplo, a tener un accidente en la carretera.
Nuestro cerebro tampoco colaboraː imagina gratificaciones futuras y tiende a buscar más. Por ejemplo, hacer un viaje que ilusione. Pero el cerebro no tiene en cuenta que ese viaje debe emplazarse en un período vacacional determinado, puede necesitar de unas vacunas previas, etc. Al final no se consigue encajarlo, y el cerebro se frustra (otro mecanismo de su funcionamiento). También nos gusta hacer lo que hace todo el mundo (cerebro social). Pero para ello hacen falta tiempo y ocasión, que no siempre se logran.

## Factores agravantes
Hay 4 contextos que pueden incrementar esta sensación nocivaː
1. La sobrecarga informativa, también conocida como infoxicaciónː tenemos tanta información al alcance de los dedos que no nos da tiempo a procesarla debidamente.
2. Los dispositivos móviles, que están todo el rato zumbando con alertas y llamadas, y que, en cualquier momento que podría ser de sosiego, nos dan la posibilidad de ponernos a tareas largas y fatigosas, como navegar por las redes sociales.[2]
3. La sociedad líquida, también conocida como modernidad tardía, en la que todo cambia a gran velocidad y nuestro cerebro debe determinar lo importante sin las suficientes referencias.
4. La presión para aprovechar el tiempo, que induce en las personas la idea de que "desperdiciar" tiempo es inmoral[18][2] (es un acto malo, algo que no se debe hacer), cuando la realidad es que, si una persona cumple sus obligaciones, es libre de disponer del tiempo restante como le apetezca.

## La paradoja del tiempo libre durante la pandemia
La pandemia de covid-19 cambió drásticamente en todo el mundo la vida de las personas de las diferentes clases sociales. Antes de ella se consideraba que los ricos tenían la mayor cantidad de tiempo libre, mientras que a los trabajadores medios y pobres disfrutaban de menos. Pero durante la pandemia sucedió lo contrarioː muchos ricos mantuvieron su actividad laboral a través del teletrabajo, y muchos pobres tuvieron que quedarse en casa sin poder ir a trabajar. Los datos sugieren que durante su apogeo, el 86 % de los hogares informaron que al menos un miembro de la familia quedó desempleado. Otras personas que se vieron obligadas a quedarse en casa durante los confinamientos descubrieron que la vida era más que sentarse detrás de una mesa todo el día o tener que dedicar más horas a trabajar de forma remota mientras le daban a otra persona su valioso tiempo; simplemente ya no valía la pena. Un breve artículo a la comunidad del periódico The Guardian se refirió a este tipo de personas como millonarios del tiempo.